# Gyorskorcsolya az 1972. évi téli olimpiai játékokon
Az 1972. évi téli olimpiai játékokon a gyorskorcsolya versenyszámait február 4. és 12. között rendezték meg. A férfiaknak és a nőknek is négy versenyszámban osztottak érmeket.

## Részt vevő nemzetek
A versenyeken 18 nemzet 118 sportolója vett részt.
- Ausztrália (AUS) (2 – 2 férfi)
- Ausztria (AUT) (1 – 1 férfi)
- Egyesült Államok (USA) (16 – 10 férfi, 6 nő)
- Finnország (FIN) (6 – 3 férfi, 3 nő)
- Franciaország (FRA) (1 – 1 férfi)
- Hollandia (NED) (10 – 6 férfi, 4 nő)
- Japán (JPN) (13 – 7 férfi, 6 nő)
- Kanada (CAN) (10 – 6 férfi, 4 nő)
- Dél-Korea (KOR) (4 – 3 férfi, 1 nő)
- Észak-Korea (PRK) (6 – 4 férfi, 2 nő)
- Mongólia (MGL) (2 – 2 férfi)
- Nagy-Britannia (GBR) (2 – 2 férfi)
- NDK (GDR) (2 – 2 nő)
- NSZK (FRG) (7 – 4 férfi, 3 nő)
- Norvégia (NOR) (14 – 11 férfi, 3 nő)
- Olaszország (ITA) (2 – 2 férfi)
- Svédország (SWE) (11 – 7 férfi, 4 nő)
- Szovjetunió (URS) (9 – 4 férfi, 5 nő)

## Éremtáblázat
| Az 1972. évi téli olimpiai játékok éremtáblázata gyorskorcsolyában | Az 1972. évi téli olimpiai játékok éremtáblázata gyorskorcsolyában | Az 1972. évi téli olimpiai játékok éremtáblázata gyorskorcsolyában | Az 1972. évi téli olimpiai játékok éremtáblázata gyorskorcsolyában | Az 1972. évi téli olimpiai játékok éremtáblázata gyorskorcsolyában | Olimpia  |
| ------------------------------------------------------------------ | ------------------------------------------------------------------ | ------------------------------------------------------------------ | ------------------------------------------------------------------ | ------------------------------------------------------------------ | -------- |
|                                                                    | Ország                                                             | Arany                                                              | Ezüst                                                              | Bronz                                                              | Összesen |
| 1.                                                                 | Hollandia (NED)                                                    | 4                                                                  | 3                                                                  | 2                                                                  | 9        |
| 2.                                                                 | Egyesült Államok (USA)                                             | 2                                                                  | 1                                                                  | 1                                                                  | 4        |
| 3.                                                                 | NSZK (FRG)                                                         | 2                                                                  | 0                                                                  | 0                                                                  | 2        |
|                                                                    |                                                                    |                                                                    |                                                                    |                                                                    |          |
| 4.                                                                 | Norvégia (NOR)                                                     | 0                                                                  | 2                                                                  | 2                                                                  | 4        |
| 5.                                                                 | Szovjetunió (URS)                                                  | 0                                                                  | 1                                                                  | 2                                                                  | 3        |
| 6.                                                                 | Svédország (SWE)                                                   | 0                                                                  | 1                                                                  | 1                                                                  | 2        |
|                                                                    |                                                                    |                                                                    |                                                                    |                                                                    |          |
| Összesen                                                           | Összesen                                                           | 8                                                                  | 8                                                                  | 8                                                                  | 24       |

## Érmesek
A rövidítések jelentése a következő:
- WR: világrekord
- OR: olimpiai rekord

### Férfi
| Az 1972. évi téli olimpiai játékok férfi érmesei gyorskorcsolyában |                              |             |                                 |          |                                     |          |
| Versenyszám                                                        | Arany                        | Arany       | Ezüst                           | Ezüst    | Bronz                               | Bronz    |
| 500 m                                                              | Erhaed Keller · NSZK (FRG)   | 39,44 OR    | Hasse Börjes · Svédország (SWE) | 39,69    | Valerij Muratov · Szovjetunió (URS) | 39,80    |
| 1500 m                                                             | Ard Schenk · Hollandia (NED) | 2:02,96 OR  | Roar Grønvold · Norvégia (NOR)  | 2:04,26  | Göran Claeson · Svédország (SWE)    | 2:05,89  |
| 5000 m                                                             | Ard Schenk · Hollandia (NED) | 7:23,61     | Roar Grønvold · Norvégia (NOR)  | 7:28,16  | Sten Stensen · Norvégia (NOR)       | 7:33,39  |
| 10 000 m                                                           | Ard Schenk · Hollandia (NED) | 15:01,35 OR | Kees Verkerk · Hollandia (NED)  | 15:04,70 | Sten Stensen · Norvégia (NOR)       | 15:07,08 |

### Női
| Az 1972. évi téli olimpiai játékok női érmesei gyorskorcsolyában |                                       |            |                                        |         |                                        |         |
| Versenyszám                                                      | Arany                                 | Arany      | Ezüst                                  | Ezüst   | Bronz                                  | Bronz   |
| 500 m                                                            | Anne Henning · Egyesült Államok (USA) | 43,33 OR   | Vera Krasznova · Szovjetunió (URS)     | 44,01   | Ljudmila Tyitova · Szovjetunió (URS)   | 44,45   |
| 1000 m                                                           | Monika Pflug · NSZK (FRG)             | 1:31,40 OR | Atje Keulen-Deelstra · Hollandia (NED) | 1:31,61 | Anne Henning · Egyesült Államok (USA)  | 1:31,62 |
| 1500 m                                                           | Dianne Holum · Egyesült Államok (USA) | 2:20,85 OR | Stien Baas-Kaiser · Hollandia (NED)    | 2:21,05 | Atje Keulen-Deelstra · Hollandia (NED) | 2:22,05 |
| 3000 m                                                           | Stien Baas-Kaiser · Hollandia (NED)   | 4:52,14 OR | Dianne Holum · Egyesült Államok (USA)  | 4:58,67 | Atje Keulen-Deelstra · Hollandia (NED) | 4:59,91 |